# Bombolla local
La bombolla local és una cavitat en el medi interestel·lar en el braç d'Orió de la Via Làctia. Té, almenys, un diàmetre de 300 anys llum i la seva densitat d'hidrogen neutre és aproximadament una desena part dels 0,5 àtoms per cm³ que hi ha per terme mitjà en el medi interestel·lar de la nostra galàxia. El gas calent i difús en la bombolla local emet raigs X.
El sistema solar ha estat viatjant a través de la bombolla local durant els últims 3 milions d'anys. Actualment, es troba en el núvol interestel·lar local, una regió de material més dens dins de la bombolla, formada on la bombolla local i la bombolla Loop I (una altra bombolla propera) es van trobar. El gas en el núvol interestel·lar local té una densitat de 0,1 àtoms per cm³.
La major part dels astrònoms pensen que la bombolla local es va formar en el passat, en un temps comprès entre uns centenars de milers i uns pocs milions d'anys de l'era actual. Es creu que l'explosió d'una supernova propera va empènyer el gas i la pols del medi interestel·lar, deixant un material calent i menys dens. El candidat més probable com a romanent de supernova és Geminga, un púlsar en la constel·lació de Bessons.
La bombolla local no és esfèrica i sembla més estreta en el pla galàctic, tenint forma ovalada o el·líptica. Sembla eixamplar-se per damunt i sota del pla galàctic; se suposa que la seva forma podria ser similar a la d'un rellotge de sorra.
La bombolla local limita amb altres bombolles, la densitat de les quals també és menor que la del medi interestel·lar. En concret, la bombolla Loop I es troba a l'Associació estel·lar d'Scorpius-Centaurus, a uns 500 anys llum del Sol. Antares (α Scorpii) es troba dins d'aquesta bombolla. Altres bombolles que limiten amb la bombolla local són la bombolla loop II i la bombolla loop III.